# Ревзин, Григорий Исаакович
Григо́рий Исаа́кович Ре́взин (род. 3 декабря 1964, Москва) — российский историк, искусствовед и архитектурный критик, журналист, колумнист. Специальный корреспондент ИД «Коммерсантъ» и партнёр «КБ Стрелка». Один из последовательных критиков лужковского стиля в архитектуре Москвы.

## Биография
Родился в 1964 году в Москве в семье известных лингвистов Исаака Ревзина и Ольги Ревзиной (Карпинской).
Учился на отделении структурной и прикладной лингвистики филологического факультета МГУ, в 1990 году окончил отделение истории искусства исторического факультета МГУ.
В 1992 году защитил в НИИ теории архитектуры и градостроительства кандидатскую диссертацию под руководством Д. В. Сарабьянова на тему: «Проблема стиля в архитектуре неоклассицизма начала XX века», получив тем самым учёную степень кандидата искусствоведения.
В течение десяти лет преподавал на кафедре истории русского искусства МГУ «Историю русского искусства XIX века». Является автором более пятидесяти научных статей по теории и истории архитектуры.
С 1996 по 2000 год — заместитель главного редактора журнала «Проект Россия», с 2001 года — главный редактор журнала «Проект Классика». Сотрудничал с «Независимой газетой», газетой «Сегодня», журналами Architectural Digest (AD) и Gentelmen’s Quarterly (GQ), с 1996 года — архитектурный обозреватель газеты «Коммерсантъ».
В 2000 и в 2008 годах являлся куратором российского павильона на Венецианской биеннале.
Входит в Международный комитет по созданию музея в доме Мельникова и сообщество «Сноб».
С 2011 года — член градостроительного Совета Фонда «Сколково». Участник проекта «Последний адрес».
C 2013 по 2014 год вместе с Анной Наринской вёл на телеканале «Дождь» программу «Наринская и Ревзин».
В сентябре 2020 года подписал письмо в поддержку протестных акций в Белоруссии.

## Семья
- Родители — Исаак Иосифович Ревзин (1923—1974), лингвист, доктор филологических наук, один из основателей Тартуской школы;[11] Ольга Григорьевна Ревзина (род. 1939), лингвист.
- Жена — Юлия Евгеньевна Ревзина, историк архитектуры итальянского Возрождения[12].
  - Сын — Григорий Ревзин (род. 1994).
- Брат — Евгений Исаакович Ревзин (род. 1972), журналист и продюсер, один из основателей Росбизнесконсалтинга.[11]
- Двоюродные деды:
  - Григорий Иосифович Ревзин (1885—1961), писатель, член Союза писателей СССР, экономист; печатался с 1937 года, в серии «Жизнь замечательных людей» вышли его книги «Колумб» (1937—1947), «Риэго» (1939, 1958), «Коперник» (1949), «Ян Жижка» (1952).
  - Яков Самойлович Улицкий — демограф, музыковед, учёный в области научной организации труда, дед Людмилы Улицкой.

## Книги и некоторые статьи
- Семиотика в архитектуроведении: проблемы взаимоотношения с другими научными парадигмами // Теория архитектуры. Сб. науч. тр. Под общ. ред. И. А. Азизян. — М.: ЦНИИПградостроительства, 1988. — С. 56—74.
- Ренессансные мотивы в архитектуре неоклассицизма начала XX века // Иконография архитектуры. Сб. науч. тр. Под. общ. ред. А. Л. Баталова. — М., 1990. — С. 187—211.
- Заказчик в архитектуре неоклассицизма начала XX века. К постановке проблемы // Архитектура и культура: Сборник материалов Всесоюзной научной конференции. Сост. сб. И. А. Азизян, Г. С. Лебедева, Е. Л. Беляева. — Ч. I. — М.: ВНИИТАГ, 1990. — C. 101—109.
- Стиль как семантическая форма общности. К проблеме культурологического изучения архитектуры // Архитектура и культура. Сб. науч. тр. под ред. И. А. Азизян и Н. Л. Адаскиной. — М.: ВНИИТАГ, 1991. — С. 69—103.
- К вопросу о принципе формообразования в архитектуре эклектики // Общество историков архитектуры. Архив архитектуры. Выпуск I. Предс. ред. кол. Швидковский Д. О. — М., 1992. — С. 142—164.
- Неоклассицизм в русской архитектуре начала XX века. — М., 1992 (Общество историков архитектуры при Союзе архитекторов России. Архив архитектуры. Выпуск II).
- Частный человек в русской архитектуре XVIII века. Три аспекта проблемы // Заказчик в истории русской архитектуры (Общество историков архитектуры. Архив архитектуры. Выпуск V). Отв. ред. вып.: Г. И. Ревзин, Вл. В. Седов. — М., 1994. — С. 217—249.
- К проблеме романофильского направления в архитектуре русского ампира. Тезисы // Архитектура мира. — Вып. 3: Материалы конференции «Запад-Восток»: Античная традиция в архитектуре. Под ред. Н. Смолиной. — М.: Architectura, 1994. — С. 103—106.
- Очерки по философии архитектурной формы. — М.: ОГИ, 2002[13]. — 144 с. — 1500 экз. — ISBN 5-94282-083-X.
- На пути в Боливию. Заметки о русской духовности. — М.: Проект Классика, ОГИ, 2006. — 576 с. — 3000 экз. — ISBN 5-94282-391-X.
- «Нужно начать писать плохо». Григорий Ревзин о тупике авангарда, либеральном проекте и даче Пастернака // «Критическая Масса». — 2006. — № 2.
- Высокое искусство архитектуры требует фаворитизма, тишины, тайны и фундаментальной непорядочности // доклад Григория Ревзина на сессии Московского урбанистического форума, 2014.